# Tonjung
Tonjung is een bestuurslaag in het regentschap Bangkalan van de provincie Oost-Java, Indonesië. Tonjung telt 14.507 inwoners (volkstelling 2010).